# Simon de Pina
Simon de Pina, né au XVe siècle et mort le 24 mai 1500, est un navigateur portugais ayant participé à la découverte du Brésil. Il est issu d'une ancienne famille du royaume d'Aragon, arrivée au Portugal en 1282 et s'installant au sud du pays dans la ville de Guarda.
Il était le fils de Diogo de Pina et petit-fils de Vasco Anes de Pina à qui Jean Ier donna, par reconnaissance pour services rendus, la charge de gouverneur de Castelo de Vide.
Il fit partie de la flotte de Cabral. Mais au départ du Brésil, il fit naufrage le 24 mai 1500 en route vers les Indes dans une violente tempête.

## Source
L'article dans la version en langue portugaise.